# 格林伍德 (密蘇里州)
格林伍德（英語：Greenwood）是位於美國密蘇里州卡斯縣及傑克遜縣的城市。

## 人口
根據2020年美國人口普查的數據，格林伍德的面積為13.54平方千米，當中陸地面積為13.51平方千米，而水域面積為0.03平方千米。當地共有人口6021人，而人口密度為每平方千米445人。